# Bataille de Kells
Expédition écossaise en Irlande
Batailles
- Moiry Pass
- Connor
- Kells
- Skerries
- Athenry
- Lough Raska
- Dysert O'Dea
- Faughart

La bataille de Kells opposa le royaume d'Écosse et la seigneurie d'Irlande en novembre 1315. Elle fait partie de la campagne d'Édouard Bruce en Irlande entre 1315 et 1318.

## Contexte
Après sa victoire à la bataille de Connor en septembre 1315, Édouard Bruce pourchasse l'armée anglaise vaincue jusqu'à Carrickfergus. Le 15 septembre, le comte de Moray débarque avec 500 hommes expérimentés. Laissant une petite force assiéger Carrickfergus, Bruce part rejoindre Moray. Ils partent ensemble attaquer le comté de Meath.
Le comté de Meath est contrôlé par le baron anglais Roger Mortimer, qui les possède de jure uxoris par son épouse Jeanne de Geneville. En 1315, Mortimer réside en Irlande.

## Déroulement de la bataille
Mortimer rassemble une armée afin de repousser Bruce, qui menace ses territoires. Il s'établit à Kells et améliore les défenses de la ville.
Bruce arrive à Kells et commence à brûler la ville. Après trois heures de combat, les alliés irlandais de Mortimer l'abandonnent, ce qui le met en infériorité numérique. Mortimer voit son armée détruite et s'enfuit avec quelques chevaliers à Dublin.